# Mitra triplicata
Mitra triplicata is een slakkensoort uit de familie van de Mitridae. De wetenschappelijke naam van de soort is voor het eerst geldig gepubliceerd in 1904 door Martens.